# Habitat Inmobiliaria
Habitat Inmobiliaria es una promotora de viviendas de España.

## Historia
Habitat Inmobiliaria se fundó en 1953 y desde entonces ha entregado 60.000 viviendas. En diciembre de 2006, compró la división inmobiliaria de Ferrovial, con lo que pasó a convertirse en la quinta inmobiliaria de España. En 2008 la compañía entró en concurso de acreedores y en 2010 logró solventar esta situación tras la aprobación del convenio de acreedores de la empresa.

## En la actualidad
Desde el año 2018, Habitat Inmobiliaria, participada por Bain Capital Credit, con quien ha puesto en marcha un plan de negocio basado en la adquisición de suelo con fondos propios de cerca de 500 millones de euros.
La compañía, con Juan María Nin como presidente y José C. Saz como consejero delegado, tiene como objetivo crecer y posicionarse como una de las promotoras residenciales líderes del mercado español.
La sede de la promotora se encuentra en Madrid y tiene oficinas en Barcelona, Málaga,Sevilla, Valencia y Las Palmas de Gran Canaria.

## Misión, Visión y Valores
La misión de Habitat Inmobiliaria es, según la propia compañía, “desarrollar promociones inmobiliarias que cubran una necesidad social tan importante como la vivienda y que nos permita además generar valor de manera sostenible para nuestros inversores, clientes, colaboradores y empleados y todo ello con un producto de calidad acorde a la demanda y a las necesidades de nuestros clientes”
En cuanto a su visión, Habitat Inmobiliaria considera que es “ser la promotora inmobiliaria de referencia del sector residencial en España, con vocación de implantación en todo el territorio nacional y con el humilde objetivo de hacer las cosas bien, basándonos en un modelo profesional, en unos sólidos principios y valores y en la sistematización y mejora de procesos y producto.”
La compañía se define a sí misma a través de los siguientes valores: 
- Diseño, innovación y sostenibilidad en nuestras promociones.
- Prudencia, rigor y realismo en la gestión.
- Integridad, honestidad y transparencia en la relación con clientes, colaboradores e inversores.